# الدوري البلغاري الممتاز 1969-70
الدوري البلغاري الممتاز 1969-70 (بالبلغارية: „А“ група 1969/70)‏ هو الموسم 46 من الدوري البلغاري الممتاز. أشرف على تنظيمه اتحاد بلغاريا لكرة القدم، وكان عدد الأندية المشاركة فيه 16، وفاز فيه ليفسكي صوفيا.